# كرنبيات (حشرات)
الكرنبيات أو فصيلة أبي دقيق الكرنب أو فصيلة بيريدي (الاسم العلمي: Pieridae)، هي عائلة كبيرة من الفراشات تضم حوالي 76 جنسًا تحتوي على حوالي 1100 نوع، معظمها من إفريقيا الاستوائية وآسيا الاستوائية مع بعض الأنواع في المناطق الشمالية من أمريكا الشمالية وأوراسيا. معظم الفراشات ذات القشرة الأرضية بيضاء أو صفراء أو برتقالية اللون، وغالبًا ما تحتوي على بقع سوداء. الأصباغ التي تعطي لونًا مميزًا لهذه الفراشات مشتقة من الفضلات في الجسم وهي سمة من سمات هذه العائلة. تم إنشاء العائلة على يد ويليام جون سواينسون في عام 1820. يُعتقد أن اسم «الفراشة» نشأ من أحد أفراد هذه العائلة، وهو حجر الكبريت، Gonepteryx rhamni، والذي أطلق عليه علماء الطبيعة البريطانيون الأوائل اسم «الذبابة الملونة بالزبد». عادة ما يختلف الجنسين، غالبًا في نمط أو عدد العلامات السوداء. اليرقات (اليرقات) من عدد قليل من هذه الأنواع، مثل Pieris brassicae و Pieris rapae، التي تُشاهد عادةً في الحدائق، تتغذى على brassicas، وهي آفات زراعية سيئة السمعة.